# Пурпурная расписная танагра
Пурпурная расписная танагра (лат. Ramphocelus carbo) — вид птиц из семейства танагровых. Выделяют восемь подвидов.

## Распространение
Обитают в Южной Америке.

## Описание
Длина тела 16-17 см. Окрашенные в темные тона птицы с тяжелым клювом, нижняя челюсть сильно расширена к основанию. У самцов номинирующего подвида голова, шея и горло глубокие карминные (перья короткие, густые); верхняя сторона тела, включая надхвостье и надкрылья, карминно-чёрная, несколько контрастирующая (при хорошем освещении) с более красными головой и шеей; маховые перья и хвост темно-чёрные; темно-красный цвет горла углубляется до насыщенного темно-малинового на грудке и до темно-чёрного (но с темно-малиновым оттенком) на нижней части тела и подхвостье; цвет радужных оболочек красновато-коричневый; верхняя челюсть темно-сине-серая, нижняя блестящая серебристо-белая и обычно с небольшой темной вершиной; ноги темно-рогово-серые. Самка в основном насыщенного темно-ржаво-красного цвета сверху, немного краснее на пояснице, крыло темное, верхние крылья-кроющие и терциалы окаймлены рыжевато-коричневыми краями, хвост темный; снизу от насыщенного красновато-коричневого до теплого коричневого, на грудке сероватый оттенок; клюв целиком коричневато-тёмный. Неполовозрелые самцы очень похожи на самок. Подвиды различаются в основном оттенком оперения,

## Биология
В рацион входят членистоногие и фрукты, которые составляют около половины диеты. Изредка эти птицы употребляют в пищу цветы (возможно, ради нектара) или пьет нектар.
В кладке 1-3 (обычно 2) яйца.